# Drake & Josh Go Hollywood
Drake & Josh Go Hollywood (Drake y Josh van a Hollywood: Tres Socios en Hispanoamérica) es una película estadounidense de 2006 producida por Dan Schneider.
Esta película se basa en la serie de televisión estadounidense, Drake & Josh.
El filme comenzó a rodarse el 14 de junio de 2005 y se culminó en tan sólo 75 días teniendo como locaciones Marina del Rey, Los Ángeles y Hollywood, California.
Se estrenó por primera vez el 6 de enero de 2006 y salió a la venta en DVD y VHS el 31 de enero de este año.

## Argumento
Llegó el verano a San Diego y los padres de Drake y Josh deciden ir a un crucero por diez días, al mismo tiempo que Megan visitará a una amiga suya en Denver. Josh tiene que escribir una historia de la aventura más grande de su vida y no lo recuerda. Al día siguiente, Drake y Josh la llevan a Megan al aeropuerto y por error la meten en un avión equivocado que se dirige a Los Ángeles, por lo que Drake y Josh van al rescate en otro vuelo a Los Ángeles. Al llegar, Megan usa su tarjeta de crédito para pedir una habitación en un hotel pidiendo una limusina para su traslado. Mientras tanto en el avión, Josh va con su G-O (parodia de un iPod) que por accidente se intercambia con el de otro hombre que contiene información criminal.
Drake y Josh llegan a Los Ángeles, Para buscar a Megan, pero antes, Josh va al baño en el cual se encuentra con un hombre que necesita un acto musical en TRL para su programa y Josh lo convence de que use a Drake enseñándole un vídeo suyo cantando "Highway to Nowhere". Después, Josh le dice a Drake que saldrá en el TRL de MTV y este queda emocionado por la noticia. Luego, Josh ve que su G-O había sido intercambiado por error y en ese momento 2 criminales entran a la habitación (uno de ellos era el hombre con el que Josh intercambió su G-O) y ellos van corriendo. En el momento de que se salen del hotel se meten en un Dodge Viper rojo. De inmediato, empieza una persecución frenética y al momento de andar en el auto (ya perdiendo de vista a los ladrones) una camioneta los detiene y de ahí salen unos supuestos agentes del FBI que al llevarlos a la camioneta descubren que en realidad son secuaces de los criminales. Al llegar a una bodega, los meten a un cuarto y los dejan maniatados. Al día siguiente, cuando intentan trepar ese cuarto descubren que el G-O era para hacer funcionar una máquina de dólares que anteriormente había sido robada. De vuelta en el hotel, Megan ve los muebles movidos y una billetera con una identificación (de un criminal llamado Brice) y con la dirección 18141 East Addison. Al día siguiente, al ir a esa dirección llama a la policía y se las ingenia para sacar a sus hermanos prendiendo un ventilador gigante haciendo que los billetes salgan volando.
Luego del desorden en la bodega los criminales son detenidos por el FBI. Después, Drake recuerda que debe asistir a su presentación en MTV, y como estaban por llegar tarde, el asistente de Tony Hawk los autoriza para llevarse el Dodge Viper del mismo Tony Hawk. Drake y Josh llegan justo a tiempo y Drake canta "Hollywood Girl". Luego de la presentación, Drake y Josh conocen a unas chicas y salen con ellas.

## Reparto
- Drake Bell como Drake Parker
- Josh Peck como Josh Nichols
- Miranda Cosgrove como Megan Parker
- Nancy Sullivan como Audrey Parker-Nichols
- Jonathan Goldstein como Walter Nichols
- Matt Newton como Deegan
- Nick von Esmarch como Brice Granger
- John J. York como Milo McCrary
- Jorge Luis Abreu como el conductor de la limusina
- Jordan Belfi como el agente de MTV
- Michael Ralph como el policía principal
- Anai Cano como Voz de amiga de Megan
- Pedro Sauce como chico en el aeropuerto

## Música
Junto con la música compuesta para la película por Michael Corcoran, hay varias canciones que aparecen en la película.
- "Steppin' Out" – Safety Orange
- "To Save a Man" – Safety Orange
- "Boyz" – Saucy Monky
- "Find Your Own" – A Million Seeds
- "A Little Bit Lonely" – Julie Gribble
- "It's True" – Odds Against Tomorrow
- "Hollywood Girl" – Drake Bell
- "Don't Preach" – Drake Bell
- "Get It Right" – Backhouse Mike
- "Highway to Nowhere" – Drake Bell
- "Summer Sun" – Safety Orange